# Utricularia petertaylorii
Utricularia petertaylorii este o specie de plante carnivore din genul Utricularia, familia Lentibulariaceae, ordinul Lamiales, descrisă de Allen Lowrie. Conform Catalogue of Life specia Utricularia petertaylorii nu are subspecii cunoscute.